# Kubisch ruimtelijk gecentreerd

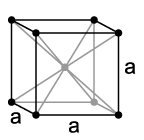
Kubisch ruimtelijk gecentreerde eenheidscel

Een kubisch ruimtelijk gecentreerde eenheidscel heeft twee roosterpunten

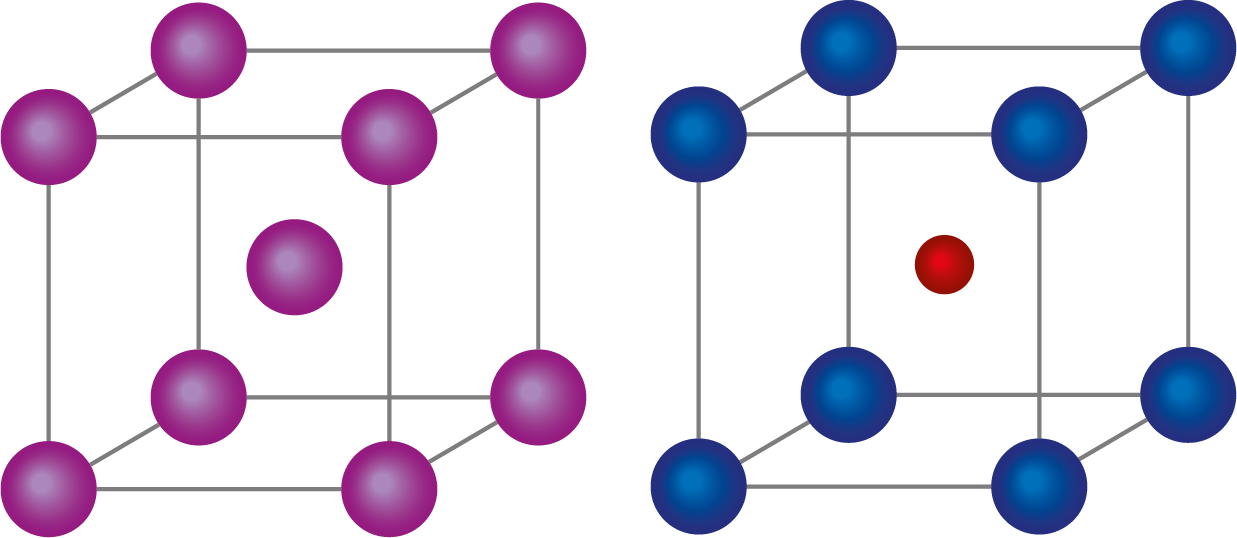
Twee kubisch ruimtelijk gecentreerde eenheidscellen. Links bestaande uit identieke atomen of ionen en rechts bestaande uit twee verschillende.

Een rooster heet kubisch ruimtelijk gecentreerd, afgekort tot krg, als de roosterpunten zich op de hoekpunten en in het middelpunt van de kubus bevinden. Zo'n rooster is een van de 14 bravaistralies.
Als een rooster zich in de drie onafhankelijke richtingen herhaalt, zodat er een rooster ontstaat en er op ieder roosterpunt een molecuul, ion of atoom is ingevuld, ontstaat een kubisch kristalstelsel. Bij het kubisch ruimtelijk gecentreerde rooster is ook het middelpunt van de kubus bezet. Het rooster dat door moleculen, ionen of atomen wordt gevormd, heet een kristalrooster.

## Eenheidscel
Een eenheidscel is een deel van het kristalstelsel dat zich in dezelfde stand herhaalt in drie onafhankelijke richtingen. 
Een kubisch ruimtelijk gecentreerde eenheidscel bevat in totaal twee roosterpunten:
- 8 hoekpunten die elk voor 1/8 binnen de cel vallen en
- 1 middelpunt, dat geheel binnen de cel valt.
- {\displaystyle 2=8\times {\tfrac {1}{8}}+1\times 1}

Wanneer er een rooster van eenheidscellen naast elkaar wordt gevormd, en er zich op ieder roosterpunt een molecuul, ion of atoom bevindt, dan is het een kristalrooster. De moleculen, ionen of atomen op de hoeken zijn dezelfde, maar dat in het middelpunt van de kubus mag verschillen van die op de hoekpunten. Wanneer het om moleculen of samengestelde ionen gaat, liggen die steeds op dezelfde manier georiënteerd. De atomen of ionen zijn dan op de manier gerangschikt zoals in de figuur is aangegeven.
Het kubisch ruimtelijk gecentreerde kristalstelsel is een van de drie verschillende bravaistralies in het kubisch kristalstelsel, de andere twee zijn het primitief kubische en het kubisch vlakgecentreerde kristalstelsel.
De atomaire pakkingssfactor {\displaystyle \eta _{\text{pk}}} van het primitief kubisch kristalrooster is ongeveer gelijk aan 0,680175.

## Kubisch ruimtelijk gecentreerde materialen

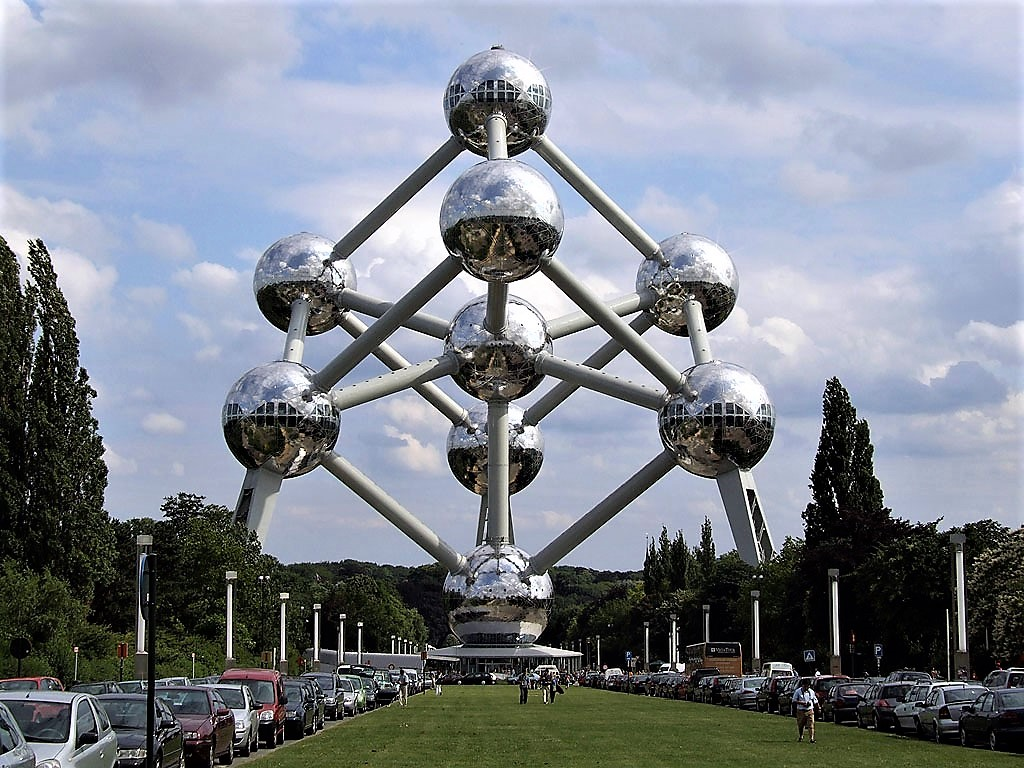
Het Atomium in Brussel

Het Atomium in Brussel is een model van een kubisch ruimtelijk gecentreerd kristalstructuur, namelijk dat van α-ijzer ({\displaystyle {\ce {Fe}}}). α-ijzer is ijzer op kamertemperatuur. IJzer kan bij een hogere temperatuur van structuur in γ-ijzer veranderen. Het wordt dan kubisch vlakgecentreerd.
Een aantal elementen uit het periodiek systeem hebben bij kamertemperatuur een kubisch ruimtelijk gecentreerd kristalrooster. Dit zijn onder meer de alkalimetalen en chroom, ijzer, molybdeen, barium en wolfraam.